# Park podworski na Bielawach w Toruniu
Park podworski na Bielawach w Toruniu – dawny zabytkowy park, znajdujący się na Bielawach w Toruniu. Zajmuje powierzchnię 3,4 ha.
Park podworski należał do zespołu dworsko-parkowego z końca XVIII wieku. Należał on do biskupów włocławskich. W obecnym kształcie istnieje od przełomu XIX i XX wieku. Podczas zaboru pruskiego folwark sekularyzowano i przekazano na rzecz Prus. Następnie folwark był dzierżawiony i sprzedany. W latach 1872–1879 właścicielem folwarku był Stanisław Hebanowski. Po powrocie Torunia do Polski, w latach 1921–1930 właścicielem folwarku była księżna Maria Sułkowska.
Dwór mieści się na wschodnim skraju parku, pomiędzy parkiem a parkingiem centrum handlowego Nowe Bielawy. Dwór częściowo zachował oryginalną formę neogotyckiej architektury z końca XIX wieku. Pozostałą część przekształcono po 1920 roku. Obecnie dwór pełni funkcję budynku mieszkalnego czynszowego wielomieszkaniowego.